# Detecção e Resposta a Objetos e Eventos (OEDR)
A Detecção e Resposta a Objetos e Eventos (do inglês: Object and Event Detection and Response, OEDR) é uma sub-tarefa fundamental da Tarefa de Condução Dinâmica (DDT). Ela consiste no monitoramento do ambiente de condução em tempo real e na subsequente execução das ações apropriadas em resposta aos objetos e eventos detectados.
De forma prática, a OEDR inclui:
- A percepção e identificação de outros veículos, pedestres, ciclistas e animais;
- O reconhecimento da infraestrutura viária, como semáforos, placas de trânsito e marcações de faixa;
- A previsão do comportamento de outros usuários da via;
- A determinação e execução de uma resposta adequada, como frear para evitar uma colisão, desviar de um obstáculo ou mudar de faixa para realizar uma ultrapassagem.[3]

A robustez da OEDR é um dos maiores desafios técnicos para os níveis mais altos de automação (Nível 3 e acima), pois o sistema deve interpretar e reagir a uma variedade quase infinita de cenários do mundo real. A responsabilidade pela OEDR é, portanto, um divisor de águas: nos níveis mais baixos, ela pertence ao motorista, enquanto nos níveis mais altos, ela é transferida para o próprio sistema de automação.